# Antitrust (film)
Pour les articles homonymes, voir Antitrust.
Pour plus de détails, voir Fiche technique et Distribution.
Antitrust (parfois typographié AntiTrust ou AntiTRUST), également distribué sous les titres Conspiracy.com et Startup[réf. nécessaire], est un film américain sorti en 2001, réalisé par Peter Howitt sur un scénario de Howard Franklin.
Ce film met en scène de jeunes programmeurs  idéalistes et une grande entreprise (NURV) qui attire des programmeurs talentueux avec des salaires importants et un environnement de travail plaisant, favorisant la créativité. Le charismatique PDG de NURV (Tim Robbins) semble sympathique mais sa nouvelle recrue, Milo Hoffman (Ryan Phillippe), découvre sous cette apparence flatteuse un terrible secret.
Mettant en vedette Ryan Phillippe, Tim Robbins, Rachael Leigh Cook et Claire Forlani, ce film est sorti aux États-Unis le 12 janvier 2001. Il y a été assez mal reçu par les critiques.

## Synopsis
Milo Hoffman, jeune prodige de l'informatique, est sur le point de créer une start-up lorsque Gary Winston, le tout-puissant patron de NURV, lui propose de rejoindre son équipe de programmeurs. Il va rapidement constater des pratiques douteuses...

## Fiche technique
- Titre : Antitrust
- Graphie originale : AntiTrust
- Réalisation : Peter Howitt
- Scénario : Howard Franklin
- Musique : The Dandy Warhols, Everclear, Massive Attack, etc.
- Société de distribution : EuropaCorp Distribution
- Pays de production :  États-Unis
- Langue originale : anglais
- Genre : techno-thriller, drame
- Durée : 108 minutes
- Dates de sortie :
  - États-Unis : 12 janvier 2001
  - France : 27 juin 2001
  - Belgique : 22 août 2001

## Distribution
Légende : V. F. = Version Française et V. Q. = Version Québécoise
- Ryan Phillippe (V. F. : Dimitri Rataud ; V. Q. : Martin Watier) : Milo Hoffman
- Rachael Leigh Cook (V. F. : Barbara Villesange ; V. Q. : Camille Cyr-Desmarais) : Lisa Calighan
- Claire Forlani (V. F. : Barbara Kelsch ; V. Q. : Christine Bellier) : Rebecca Paul, alias Alice Poulson
- Tim Robbins (V. F. : Frédéric van den Driessche ; V. Q. : Benoit Rousseau) : Gary Winston
- Douglas McFerran (V. Q. : Mario Desmarais) : Bob Shrot
- Richard Roundtree (V. F. : Saïd Amadis ; V. Q. : Éric Gaudry) : Lyle Barton, alias ND47
- Tygh Runyan (V. F. : Fabrice Josso ; V. Q. : Antoine Durand) : Larry Banks
- Yee Jee Tso (V. Q. : François L'Écuyer) : Teddy Chin
- Ned Bellamy (V. Q. : Hubert Gagnon) : Phil Grimes
- Tyler Labine (V. Q. : Sylvain Hétu) : Redmond

## Allusions

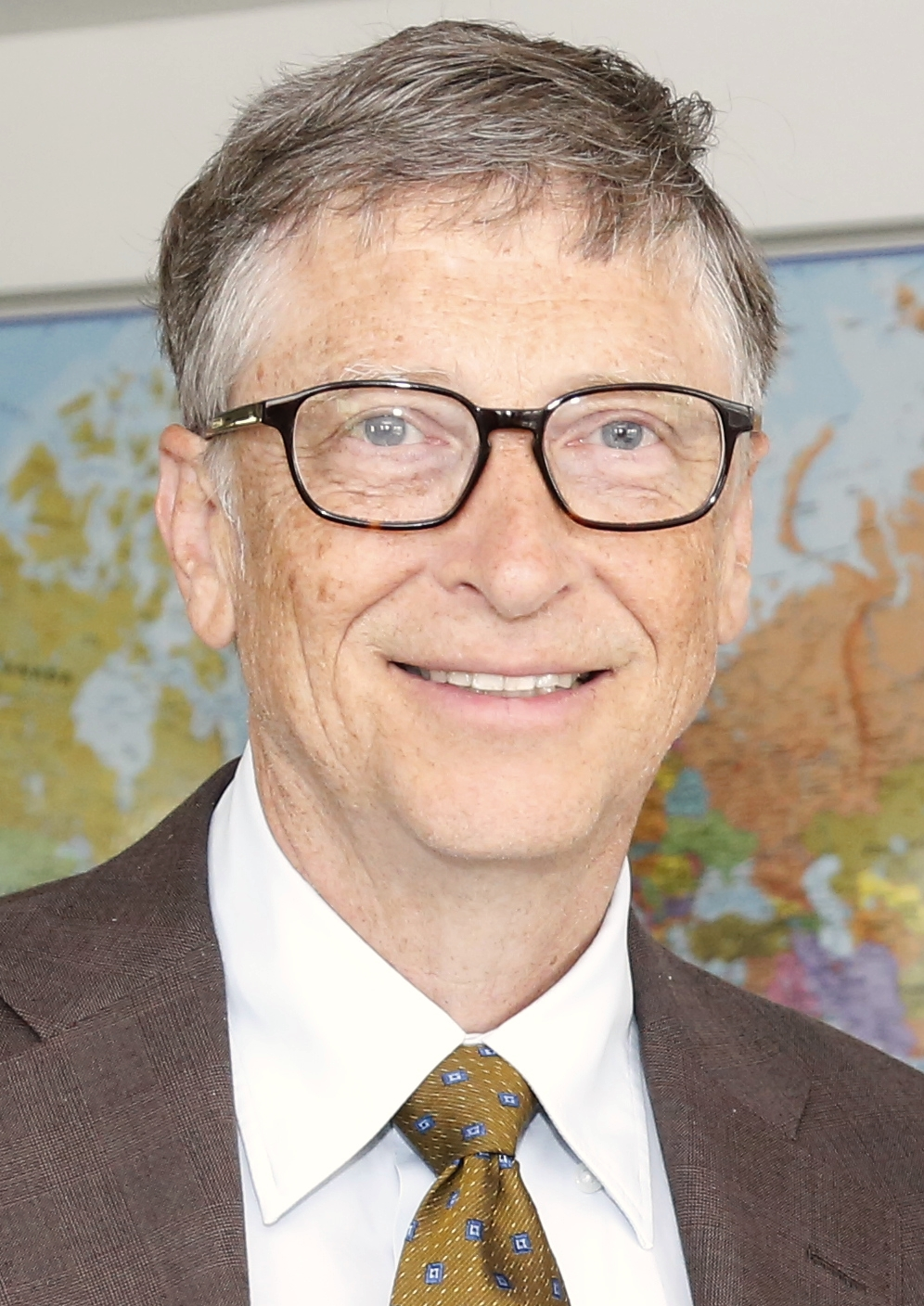
Bill Gates

Le critique Roger Ebert trouve que Gary Winston est un pastiche à peine déguisé de Bill Gates, à tel point qu'il était « surpris que les auteurs ne se protègent pas contre la diffamation en faisant porter au méchant un badge disant : “Salut, je ne suis pas Bill !” ». De même pour NURV, Ebert a estimé : « tout semble un peu comme Microsoft ». Des parallèles entre la fiction et le monde réel logiciel géants ont également été faits par Lisa Bowman de ZNET UK, James Berardinelli de ReelViews, Rita Kempley du The Washington Post et bien d'autres.
À propos des allusions à Microsoft et Bill Gates, le porte-parole de Microsoft, Jim Cullinan a déclaré : « À partir des bandes d'annonce, nous ne pouvions pas dire si le film était au sujet d'AOL ou d'Oracle ».

## Autour du film
En plus d'être un techno-thriller, Antitrust a la particularité d'être un des rares films à évoquer l'informatique libre (le terme Open Source est utilisé dans la version originale mais mal traduit (par "libre-accès") dans la version française). Les écrans d'ordinateur montrent l'environnement GNOME (et KDE durant l'assassinat de Teddy) et il y a de nombreuses allusions à Java. Miguel de Icaza et Scott McNealy font par ailleurs des apparitions dans le film.

## Phrases prononcées par Gary Winston
- « Nous exerçons un métier binaire. Vous êtes le un ou vous êtes le zéro. Vous êtes vivant ou mort. »
- « Le seul monopole que nous ayons est celui de l'excellence. »
- « Peut-être aujourd'hui quelques jeunes gens travaillant dans un garage mettent-ils au point un produit qui nous enverra demain sur la paille. »
- Milo : « Bill Gates n'en a-t-il pas un comme ça ? » Gary Winston : « Bill qui ? Non, le sien date de Mathusalem… »